# Schöppingen
Schöppingen là một đô thị ở huyện Borken trong bang Nordrhein-Westfalen, Đức. Đô thị này tọa lạc khoảng 10 km về phía tây nam của Steinfurt.